# Czarna lista Hollywood
Czarna lista Hollywood (ang. The Hollywood blacklist) – lista opublikowana w latach 40. XX wieku w Stanach Zjednoczonych zawierająca nazwiska scenarzystów, reżyserów, aktorów, producentów i innych ludzi związanych z show-biznesem, którym odmówiono pracy w zawodzie z powodu poglądów politycznych, zdeklarowanych bądź będących jedynie podejrzeniem. Głównie chodziło o sympatyków i członków Komunistycznej Partii Stanów Zjednoczonych. Lista wykorzystywana była w rozgrywkach wewnątrz branżowych, często mając niewiele wspólnego z faktycznymi poglądami politycznymi osób na niej zapisanych. Na liście znaleźli się m.in. reżyser i aktor Charles Chaplin oraz reżyser Elia Kazan.
Pierwsza wersja listy została opublikowana 25 listopada 1947 roku, po odmówieniu przez dziesięciu przedstawicieli branży, głównie scenarzystów, złożenia zeznania przed House Committee on Un-American Activities. Lista 10 nazwisk nosi nazwę The Hollywood Ten. Opublikowana w 1951 roku broszura Red Channels zawierała kolejne 151 nazwisk.
Lista została zdelegalizowana w 1960 roku, głównie z powodu działań Daltona Trumbo.

## Lista

### The Hollywood Ten i inne listy z 1947 roku

#### The Hollywood Ten
- Alvah Bessie, scenarzysta
- Herbert Biberman, scenarzysta i reżyser
- Lester Cole, scenarzysta
- Edward Dmytryk, reżyser
- Ring Lardner Jr., scenarzysta
- John Howard Lawson, scenarzysta
- Albert Maltz, scenarzysta
- Samuel Ornitz, scenarzysta
- Adrian Scott, producent i scenarzysta
- Dalton Trumbo, scenarzysta

#### Pozostali
- Hanns Eisler, kompozytor[1]
- Bernard Gordon, scenarzysta[2]
- Joan Scott, scenarzystka[3]

### Osoby dodane do listy pomiędzy styczniem 1948 i czerwcem 1950
- Ben Barzman, scenarzysta[4]
- Paul Draper, aktor i tancerz[5]
- Sheridan Gibney, scenarzysta[6]
- Paul Green, dramaturg i scenarzysta[7]
- Lillian Hellman, dramatopisarka i scenarzystka[8]
- Canada Lee, aktor[9]
- Paul Robeson, aktor i śpiewak[10]
- Edwin Rolfe, scenarzysta i poeta[11]
- William Sweets, radiowiec[12]
- Richard Wright, pisarz[7]

### TheRed Channelslist
źródło
- Larry Adler, aktor i muzyk
- Luther Adler, aktor i reżyser
- Stella Adler, aktorka i pedagog
- Edith Atwater, aktorka
- Howard Bay, scenograf
- Ralph Bell, aktor
- Leonard Bernstein, kompozytor i dyrygent
- Walter Bernstein, scenarzysta
- Michael Blankfort, scenarzysta
- Marc Blitzstein, kompozytor
- True Boardman, scenarzysta
- Millen Brand, pisarz
- Oscar Brand, muzyk folk
- Joseph Edward Bromberg, aktor
- Himan Brown, producent i reżyser
- John Brown, aktor
- Abe Burrows, pisarz
- Morris Carnovsky, aktor
- Vera Caspary, pisarka, scenarzystka
- Edward Chodorov, scenarzysta i producent
- Jerome Chodorov, pisarz
- Mady Christians, aktorka
- Lee J. Cobb, aktor
- Marc Connelly, dramaturg
- Aaron Copland, kompozytor
- Norman Corwin, pisarz
- Howard Da Silva, aktor
- Roger De Koven, aktor
- Dean Dixon, dyrygent
- Olin Downes, krytyk muzyczny
- Alfred Drake, aktor
- Paul Draper, aktor i tancerz
- Howard Duff, aktor
- Clifford J. Durr, prawnik
- Richard Dyer-Bennett, śpiewak folk
- José Ferrer, aktor
- Louise Fitch (Lewis), aktorka
- Martin Gabel, aktor
- Arthur Gaeth, komentator radiowy
- William S. Gailmor, komentator radiowy i dziennikarz
- John Garfield, aktor
- Will Geer, aktor
- Jack Gilford, aktor
- Tom Glazer, śpiewak folk
- Ruth Gordon, aktorka i scenarzysta
- Lloyd Gough, aktor
- Morton Gould, pianista i kompozytor
- Shirley Graham, pisarz
- Ben Grauer, osobowość radiowa i telewizyjna
- Mitchell Grayson, producent i reżyser
- Horace Grenell, dyrygent i producent muzyczny
- Uta Hagen, aktorka i teacher
- Dashiell Hammett, pisarz
- E.Y. „Yip” Harburg, pisarz
- Robert s. Heller, dziennikarz
- Lillian Hellman, dramaturg i scenarzysta
- Nat Hiken, pisarz i producent
- Rose Hobart, aktorka
- Judy Holliday, aktorka
- Roderick B. Holmgren, dziennikarz
- Lena Horne, śpiewaczka, tancerka, aktorka
- Langston Hughes, pisarz
- Marsha Hunt, aktorka
- Leo Hurwitz, reżyser
- Charles Irving, aktor
- Burl Ives, folk śpiewak i aktor
- Sam Jaffe, aktor
- Leon Janney, aktor
- Joseph Julian, aktor
- Garson Kanin, pisarz i reżyser
- George Keane, aktor
- Donna Keath, aktorka radiowa
- Pert Kelton, aktorka
- Alexander Kendrick, dziennikarz i autor
- Adelaide Klein, aktorka
- Felix Knight, śpiewak i aktor
- Howard Koch, scenarzysta
- Tony Kraber, aktor
- Millard Lampell, scenarzysta
- John La Touche, pisarz
- Arthur Laurents, pisarz
- Gypsy Rose Lee, aktorka
- Madeline Lee, aktorka
- Ray Lev, pianista
- Philip Loeb, aktor
- Ella Logan, aktorka, śpiewaczka
- Alan Lomax, kolekcjoner muzyki ludowej, etnomuzykolog
- Avon Long, aktor i śpiewak
- Joseph Losey, reżyser
- Peter Lyon, pisarz i scenarzysta
- Aline MacMahon, aktorka
- Paul Mann, aktor i reżyser
- Margo, aktorka i tancerka
- Myron McCormick, aktor
- Paul McGrath, aktor radiowy
- Burgess Meredith, aktor
- Arthur Miller, dramaturg
- Henry Morgan, aktor
- Zero Mostel, aktor
- Jean Muir, aktorka
- Meg Mundy, aktorka
- Lyn Murray, kompozytor, dyrygent, aranżer
- Ben Myers, prawnik
- Dorothy Parker, pisarka, poetka
- Arnold Perl, producent, pisarz
- Minerva Pious, aktorka
- Samson Raphaelson, scenarzysta, dramaturg
- Bernard Reis, doradca finansowy
- Anne Revere, aktorka
- Kenneth Roberts, pisarz
- Earl Robinson, kompozytor, autor tekstów piosenek
- Edward G. Robinson, aktor
- William N. Robson, pisarz dla radia i TV
- Harold Rome, kompozytor, autor tekstów piosenek
- Norman Rosten, pisarz
- Selena Royle, aktorka
- Coby Ruskin, reżyser TV
- Robert St. John, dziennikarz
- Hazel Scott, muzyk jazzowy
- Pete Seeger, piosenkarz folkowy
- Lisa Sergio, radiowiec
- Artie Shaw, muzyk jazzowy
- Irwin Shaw, pisarz
- Robert Lewis Shayon, przewodniczący gildii reżyserów telewizyjnych
- Ann Shepherd, aktorka
- William L. Shirer, dziennikarz
- Allan Sloane, pisarz
- Howard K. Smith, dziennikarz
- Gale Sondergaard, aktorka
- Hester Sondergaard, aktorka
- Lionel Stander, aktor
- Johannes Steel, dziennikarz
- Paul Stewart, aktor
- Elliott Sullivan, aktor
- William Sweets, radiowiec
- Helen Tamiris, choreografka
- Betty Todd, reżyserka
- Louis Untermeyer(inne języki), poeta
- Hilda Vaughn, aktorka
- J. Raymond Walsh, komentator radiowy
- Sam Wanamaker, aktor
- Theodore Ward, dramaturg
- Fredi Washington, aktorka
- Margaret Webster, aktorka, reżyser i producent
- Orson Welles, aktor, pisarz i reżyser
- Josh White, muzyk
- Irene Wicker, śpiewaczka, aktorka
- Betty Winkler (Keane), aktorka
- Martin Wolfson, aktor
- Lesley Woods, aktorka
- Richard Yaffe, dziennikarz

### Inne osoby dodane po czerwcu 1950
- Eddie Albert, aktor[15]
- Lew Amster, scenarzysta[16]
- Richard Attenborough, reżyser i producent[17]
- Norma Barzman, scenarzysta[18]
- Sol Barzman, scenarzysta[19]
- Orson Bean, aktor[20]
- Albert Bein, scenarzysta[16]
- Barbara Bel Geddes, aktorka[21]
- Ben Bengal, scenarzysta[22]
- Seymour Bennett, scenarzysta[23]
- Leonardo Bercovici, scenarzysta[24]
- Herschel Bernardi, aktor[25]
- John Berry, aktor, scenarzysta i reżyser[26]
- Henry Blankfort, scenarzysta[27]
- Laurie Blankfort, artist[27]
- Roman Bohnen, aktor[28]
- Allen Boretz, scenarzysta i songpisarz[29]
- Phoebe Brand, aktorka[30]
- John Bright, scenarzysta[31]
- Phil Brown, aktor[32]
- Harold Buchman, scenarzysta[33]
- Sidney Buchman, scenarzysta[34]
- Luis Buñuel, reżyser[35]
- Val Burton, scenarzysta[36]
- Hugo Butler, scenarzysta[37]
- Alan Campbell, scenarzysta[38]
- Charles Chaplin, aktor, reżyser i producent[39]
- Maurice Clark, scenarzysta[40]
- Richard Collins, scenarzysta[41]
- Charles Collingwood, radiowiec[42]
- Dorothy Comingore, aktorka[43]
- Jeff Corey, aktor[44]
- George Corey, scenarzysta[45]
- Oliver Crawford, scenarzysta[46]
- John Cromwell, reżyser[47]
- Charles Dagget, animator[48]
- Jules Dassin, reżyser[49]
- Dolores del Río, aktorka[50]
- Karen DeWolf, scenarzysta[51]
- Howard Dimsdale, pisarz[52]
- Ludwig Donath, aktor[28]
- Arnaud d'Usseau, scenarzysta[53]
- Phil Eastman, cartoon pisarz[54]
- Leslie Edgley, scenarzysta[55]
- Edward Eliscu, scenarzysta[56]
- Faith Elliott, animator[57]
- Cy Endfield, scenarzysta i reżyser[58]
- Guy Endore, scenarzysta[53]
- Francis Edward Faragoh, scenarzysta[59]
- Howard Fast, pisarz[60]
- John Henry Faulk, radiowiec[61]
- Jerry Fielding, kompozytor[62]
- Carl Foreman, producent i scenarzysta[63]
- Anne Froelick, scenarzysta[52]
- Lester Fuller, reżyser[64]
- Bert Gilden, scenarzysta[65]
- Lee Gold, scenarzysta[66]
- Harold Goldman, scenarzysta[67]
- Michael Gordon, reżyser[68]
- Jay Gorney, scenarzysta[69]
- Lee Grant, aktorka[70]
- Morton Grant, scenarzysta[71]
- Anne Green, scenarzysta[72]
- Jack T. Gross, producent[73]
- Margaret Gruen, scenarzysta[74]
- David Hilberman, animator[75]
- Tamara Hovey, scenarzysta[76]
- John Hubley, animator[77]
- Edward Huebsch, scenarzysta[78]
- Ian McLellan Hunter, scenarzysta[79]
- Kim Hunter, aktorka[80]
- John Ireland, aktor[81]
- Daniel James, scenarzysta[82]
- Paul Jarrico, producent i scenarzysta[83]
- Sidney Kingsley, dramaturg[84]
- Gordon Kahn, scenarzysta[52]
- Victor Kilian, aktor[85]
- Alexander Knox, aktor[86]
- Mickey Knox, aktor[87]
- Lester Koenig, producent[88]
- Charles Korvin, aktor[89]
- Hy Kraft, scenarzysta[90]
- Constance Lee, scenarzysta[91]
- Robert Lees, scenarzysta[79]
- Carl Lerner, editor i reżyser[92]
- Irving Lerner, reżyser[93]
- Lewis Leverett, aktor[94]
- Alfred Lewis Levitt, scenarzysta[95]
- Helen Slote Levitt, scenarzysta[95]
- Mitch Lindemann, scenarzysta[73]
- Norman Lloyd, aktor[96]
- Ben Maddow, scenarzysta[97]
- Arnold Manoff, scenarzysta[98]
- John McGrew, animator[99]
- Ruth McKenney, pisarz[100]
- Bill Meléndez, animator[101]
- John „Skins” Miller, aktor[102]
- Paula Miller, aktorka[103]
- Josef Mischel, scenarzysta[104]
- Karen Morley, aktorka[105]
- Henry Myers, scenarzysta[106]
- Mortimer Offner, scenarzysta[56]
- Alfred Palca, pisarz i producent[107]
- Larry Parks, aktor[108]
- Leo Penn, aktor[109]
- Irving Pichel, reżyser[110]
- Louis Pollock, scenarzysta[111]
- Abraham Polonsky, scenarzysta i reżyser[71]
- William Pomerance, animator[75]
- Vladimir Pozner, scenarzysta[112]
- Stanley Prager, reżyser[76]
- John Randolph, aktor[113]
- Maurice Rapf, scenarzysta[114]
- Rosaura Revueltas, aktorka[115]
- Robert L. Richards, scenarzysta[82]
- Frederic I. Rinaldo, scenarzysta[116]
- Martin Ritt, aktor i reżyser[117]
- W. L. River, scenarzysta[51]
- Marguerite Roberts, scenarzysta[118]
- Louise Rousseau, scenarzysta[35]
- Jean Rouverol (Butler), aktorka i pisarz[119]
- Shimen Ruskin, aktor[55]
- Madeleine Ruthven, scenarzysta[120]
- Waldo Salt, scenarzysta[121]
- John Sanford, scenarzysta[122]
- Bill Scott, aktor głosowy[48]
- Martha Scott, aktorka[111]
- Joshua Shelley, aktor[109]
- Madeleine Sherwood, aktorka
- Reuben Ship, scenarzysta[123]
- Viola Brothers Shore, scenarzysta[112]
- George Sklar, dramaturg[35]
- Art Smith, aktor[124]
- Louis Solomon, scenarzysta i producent[125]
- Ray Spencer, scenarzysta[73]
- Janet Stevenson, pisarz[28]
- Philip Stevenson, pisarz[28]
- Donald Ogden Stewart, scenarzysta[126]
- Arthur Strawn, scenarzysta[127]
- Bess Taffel, scenarzysta[76]
- Julius Tannenbaum, producent[33]
- Frank Tarloff, scenarzysta[128]
- Shepard Traube, reżyser i scenarzysta[36]
- Dorothy Tree, aktorka[129]
- Paul Trivers, scenarzysta[130]
- George Tyne, aktor[109]
- Michael Uris, pisarz[131]
- Peter Viertel, scenarzysta[132]
- Bernard Vorhaus, reżyser[133]
- John Weber, producent[134]
- Richard Weil, scenarzysta[78]
- Hannah Weinstein, producent[135]
- John Wexley, scenarzysta[136]
- Michael Wilson, scenarzysta[137]
- Nedrick Young, aktor i scenarzysta[138]
- Julian Zimet, scenarzysta[53]